# Al Saudiya
Al Saudiya (en árabe: السعودية), anteriormente llamado KSA TV 1, es un canal de entretenimiento y noticias de Arabia Saudita. Transmite en el mundo árabe, Europa y Norteamérica mediante algunas cable operadoras. KSA 1 fue fundado en 1954 y comenzó a transmitir oficialmente el 7 de julio de 1965 en blanco y negro en las ciudades de Riad y Jeddah hasta 1974, cuando la difusión a color se introdujo en las ciudades de Riad, Jeddah y La Meca. Mientras que el canal produce programas centrados en cuestiones culturales, políticas y económicas que es conocida por su exhibición de programas religiosos y de rituales islámicos. En particular, es el primer canal de televisión del país que a finales de 1974 transmite el rendimiento de la Hajj. El canal es de gestión estatal y es administrado por el Ministerio de Cultura e Información.